# Olonkinbyen
Olonkinbyen es un asentamiento en la isla noruega de Jan Mayen que adopta su nombre del explorador Gennady Olonkin. Aloja al personal que opera en la estación de navegación (LORAN-C) y en la estación meteorológica. 
En 2009, 18 personas se encuentran en Olonkinbyen; esto la convierte en la capital de facto de Jan Mayen, aunque la isla es administrativamente parte de Nordland.  El asentamiento produce su propia energía, mediante tres generadores.

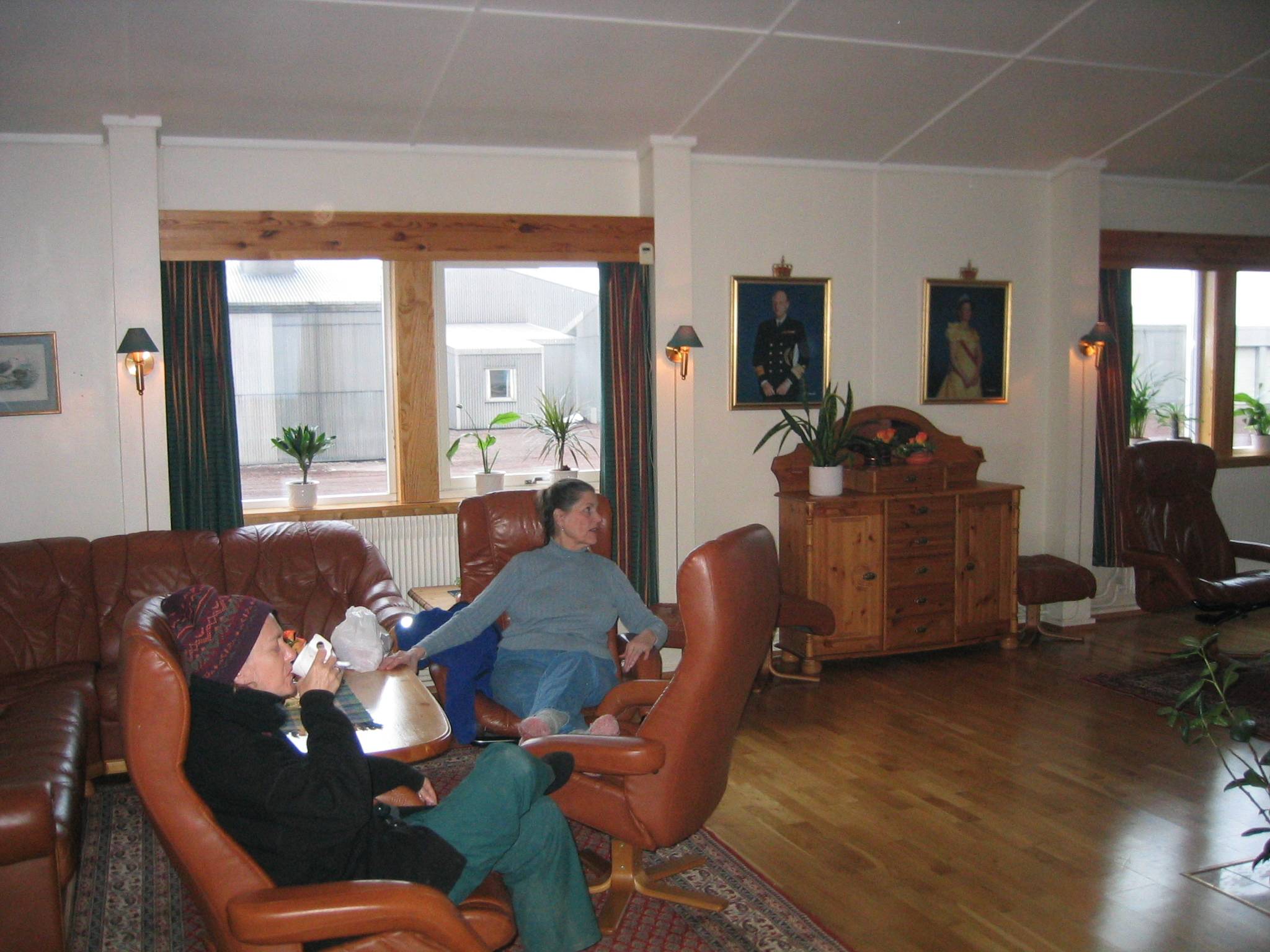
La sala de estar del asentamiento.

## Clima
| Parámetros climáticos promedio de Olonkinbyen | Parámetros climáticos promedio de Olonkinbyen | Parámetros climáticos promedio de Olonkinbyen | Parámetros climáticos promedio de Olonkinbyen | Parámetros climáticos promedio de Olonkinbyen | Parámetros climáticos promedio de Olonkinbyen | Parámetros climáticos promedio de Olonkinbyen | Parámetros climáticos promedio de Olonkinbyen | Parámetros climáticos promedio de Olonkinbyen | Parámetros climáticos promedio de Olonkinbyen | Parámetros climáticos promedio de Olonkinbyen | Parámetros climáticos promedio de Olonkinbyen | Parámetros climáticos promedio de Olonkinbyen | Parámetros climáticos promedio de Olonkinbyen |
| Mes                                           | Ene.                                          | Feb.                                          | Mar.                                          | Abr.                                          | May.                                          | Jun.                                          | Jul.                                          | Ago.                                          | Sep.                                          | Oct.                                          | Nov.                                          | Dic.                                          | Anual                                         |
| --------------------------------------------- | --------------------------------------------- | --------------------------------------------- | --------------------------------------------- | --------------------------------------------- | --------------------------------------------- | --------------------------------------------- | --------------------------------------------- | --------------------------------------------- | --------------------------------------------- | --------------------------------------------- | --------------------------------------------- | --------------------------------------------- | --------------------------------------------- |
| Temp. máx. media (°C)                         | -5                                            | -5                                            | -5                                            | -2.8                                          | 0                                             | 2.8                                           | 5                                             | 5                                             | 2.8                                           | 1.1                                           | -2.2                                          | -3.9                                          | -0.6                                          |
| Temp. mín. media (°C)                         | -10                                           | -11.1                                         | -11.1                                         | -8.9                                          | -5                                            | -2.2                                          | 0                                             | 1.1                                           | -1.1                                          | -3.9                                          | -7.2                                          | -8.9                                          | -5.7                                          |
| Precipitación total (mm)                      | 76.2                                          | 50.8                                          | 76.2                                          | 50.8                                          | 50.8                                          | 50.8                                          | 50.8                                          | 76.2                                          | 76.2                                          | 101.6                                         | 76.2                                          | 76.2                                          | 812.8                                         |
| Fuente:                                       |                                               |                                               |                                               |                                               |                                               |                                               |                                               |                                               |                                               |                                               |                                               |                                               |                                               |